# احترسي (فلم هندي)
احترسي ((بالبنغالية: ভাল থেকো), الترجمة: "احترسي") هو فيلم ناطق بالبنغالية من إنتاج عام 2003 ومبني على قصة لينا غانغوبادهايا. الفيلم من إخراج غوتام هالدر وبطولة سوميترا شاترجي وفيديا بالان وجوي سينغوبتا. ويعتبر هذا الفيلم هو أول تجربة سينمائية للممثلة فيديا بالان.
حصل الفيلم على جائزة أفضل تصوير سينمائي وأفضل صوتيات وجائزة لجنة التحكيم الخاصة للمنتجين والمخرج، وذلك في حفل جوائز الفيلم القومي الحادي والخمسين.

## روابط خارجية
- مقالات تستعمل روابط فنية بلا صلة مع ويكي بيانات
- Bhalo Theko على bengalimovies.org